# 拉多斯拉夫·斯沃博达
拉多斯拉夫·斯沃博达（捷克語：Radoslav Svoboda，1957年12月18日—），捷克男子冰球运动员。他曾代表捷克斯洛伐克国家队参加1984年冬季奥林匹克运动会冰球比赛，获得一枚银牌。